# Strindsjön
Strindsjön är en sjö i Timrå kommun i Medelpad och ingår i Gådeån-Indalsälvens kustområde. Sjön är 6 meter djup, har en yta på 0,46 kvadratkilometer och befinner sig 53,4 meter över havet. Sjön avvattnas av vattendraget Sörån. Vid provfiske har bland annat abborre, braxen, gers och gädda fångats i sjön.

## Delavrinningsområde
Strindsjön ingår i det delavrinningsområde (693518-159221) som SMHI kallar för Utloppet av Strindsjön. Medelhöjden är 78 meter över havet och ytan är 10,15 kvadratkilometer. Räknas de 8 avrinningsområdena uppströms in blir den ackumulerade arean 53,35 kvadratkilometer. Avrinningsområdets utflöde Sörån mynnar i havet. Avrinningsområdet består mestadels av skog (66 procent) och jordbruk (18 procent). Avrinningsområdet har 0,41 kvadratkilometer vattenytor vilket ger det en sjöprocent på 4,1 procent.

## Fisk
Vid provfiske har följande fisk fångats i sjön:
- Abborre
- Braxen
- Gärs
- Gädda
- Löja
- Mört